# Passiflora multiflora
Passiflora multiflora är en passionsblomsväxtart som beskrevs av Carl von Linné. Passiflora multiflora ingår i släktet passionsblommor, och familjen passionsblomsväxter. Utöver nominatformen finns också underarten P. m. glabra.